# Triangulita
La triangulita és un mineral de la classe dels fosfats. Anomenada així per l'hàbit triangular dels cristalls.

## Classificació
Segons la classificació de Nickel-Strunz, l'triangulita pertany a «08.EB: Uranil fosfats i arsenats, amb ràtio UO₂:RO₄ = 1:1» juntament amb els següents minerals: heinrichita, kahlerita, novačekita-I, saleeïta, torbernita, uranocircita, uranospinita, xiangjiangita, zeunerita, metarauchita, rauchita, bassetita, lehnerita, metaautunita, metasaleeïta, metauranocircita, metauranospinita, metaheinrichita, metakahlerita, metakirchheimerita, metanovačekita, metatorbernita, metazeunerita, przhevalskita, metalodevita, abernathyita, chernikovita, metaankoleïta, natrouranospinita, trögerita, uramfita, uramarsita, threadgoldita, chistyakovaïta, arsenuranospatita, uranospatita, vochtenita, coconinoïta, ranunculita, furongita, autunita i sabugalita.

## Característiques
La triangulita és un fosfat de fórmula química Al₃(UO₂)₄(PO₄)₄(OH)₅·5H₂O. Cristal·litza en el sistema triclínic.

## Formació i jaciments
S'ha descrit a la República Democràtica del Congo, als Estats Units i a Espanya. A la localitat tipus s'ha descrit en complexos pegmatítics.